# CrowdStrike
CrowdStrike est une entreprise américaine de cybersécurité fondée en 2011 et basée à Austin, au Texas.
L’entreprise fournit des outils de réponses numériques aux attaques informatiques, sécurise le cloud et les données de ses clients,. L’entreprise est intervenue dans le cadre des enquêtes sur les attaques concernant le studio Sony Pictures Entertainment en 2014, le Comité national démocrate de 2015 et les fuites de courriels de ce dernier congrès. Elle est impliquée dans la panne informatique mondiale de juillet 2024.

## Histoire
CrowdStrike est cofondée par George Kurtz (PDG), Dmitri Alperovitch (ancien directeur technique) et Gregg Marston (directeur financier, retraité) en 2011,,. En 2012, Warburg Pincus dirige une levée de fonds Série A (en) pour CrowdStrike. Shawn Henry, un ancien fonctionnaire du Federal Bureau of Investigation, est engagé pour diriger la filiale CrowdStrike Services, Inc. qui se concentre sur les services proactifs et de réponse aux incidents,. En juin 2013, la société lance son premier produit, CrowdStrike Falcon, qui fournit des services d'endpoint detection and response mais également des renseignements sur les menaces.
En mai 2014, les rapports de CrowdStrike aident le département de la Justice des États-Unis à inculper cinq pirates militaires chinois pour cyberespionnage économique contre des entreprises américaines. CrowdStrike découvre également les activités d'Energetic Bear (en), un groupe lié à la fédération de Russie qui mène des opérations de renseignement contre des cibles mondiales, principalement dans le secteur de l'énergie.
Après le piratage de Sony Pictures, CrowdStrike découvre des preuves impliquant le gouvernement de la Corée du Nord et démontre comment l'attaque a été menée. En 2014, CrowdStrike joue un rôle majeur dans l'identification des membres de Putter Panda (en), le groupe de pirates informatiques chinois parrainé par l'État et également connu sous le nom de PLA Unit 61486,.
En mai 2015, la société publie des informations sur VENOM, une faille critique dans l'hyperviseur open-source Quick Emulator (QEMU), qui a permis aux attaquants d'accéder à des informations personnelles sensibles,. En octobre 2015, CrowdStrike annonce avoir identifié des pirates chinois attaquant des entreprises technologiques et pharmaceutiques au moment où le président américain Barack Obama et le dirigeant suprême chinois Xi Jinping ont publiquement convenu de ne pas mener d'espionnage économique l'un contre l'autre. Le piratage présumé aurait constitué une violation de cet accord.
CrowdStrike publie en 2017 des recherches montrant que 66 % des attaques auxquelles l'entreprise a répondu cette année étaient sans fichier ou sans logiciel malveillant. L'entreprise a également compilé des données sur le temps moyen nécessaire pour détecter une attaque et le pourcentage d'attaques détectées par les organisations.
En février 2018, CrowdStrike annonce avoir observé une opération de récolte d'informations d'identification dans le secteur sportif international, avec des liens possibles avec la cyberattaque contre les cérémonies d'ouverture des Jeux olympiques d'hiver de Pyeongchang. Le même mois, CrowdStrike publie des recherches montrant que 39 % de toutes les attaques observées par l'entreprise étaient des intrusions sans logiciels malveillants. En mars de la même année, l'entreprise publie une version de Falcon pour les appareils mobiles et lance la boutique CrowdStrike.
En janvier 2019, CrowdStrike publie des recherches signalant que le ransomware Ryuk avait accumulé plus de 3,7 millions de dollars en paiements en crypto-monnaies depuis son apparition en août,.
Selon le Global Threat Report 2018 de CrowdStrike, la Russie compte les cybercriminels les plus rapides au monde,. La société a également affirmé que, sur les 81 acteurs parrainés par l'État qu'elle avait suivis en 2018, 28 avaient mené des opérations actives tout au long de l'année, la Chine étant responsable de plus de 25 % des attaques sophistiquées.
En septembre 2020, CrowdStrike acquiert le fournisseur de technologies de confiance zéro et d'accès conditionnel Preempt Security pour 96 millions de dollars.
En mars 2021, CrowdStrike acquiert la plateforme danoise de gestion de logs Humio pour 400 millions de dollars et indique dans ses communiqués officiels que l'acquisition vise à renforcer leur capacité XDR.
En novembre 2021, acquiert SecureCircle pour 61 millions de dollars, un service de cybersécurité basé sur SaaS qui étend la sécurité Zero Trust aux données sur, depuis et vers le terminal.
En décembre 2021, déménage son siège social de Sunnyvale, en Californie, à Austin, au Texas.
En mars 2023, CrowdStrike publie la neuvième édition du rapport annuel du leader de la cybersécurité, qui fait état d'une forte augmentation des vols d'identité dans le monde.
Crowdstrike fait partie des 20 entreprises directement concernées par l'intrusion dans Microsoft Exchange Online en mai et juin 2023 qui ont été auditionnées par le Cyber Safety Review Board (en) dont les conclusions ont été rendues en mars 2024.

### Panne informatique mondiale (juillet 2024)
Le 19 juillet 2024, une mise à jour défectueuse de la plateforme de cybersécurité CrowdStrike Falcon Sensor rend temporairement inopérants de nombreux ordinateurs sous Microsoft Windows dans le monde, dû à l'absence de politique de mises à jour qualifiées par Microsoft, ce qui occasionne des interruptions de services informatiques en cascade. Cette vaste panne informatique entrave l’activité d’entreprises dans de nombreux secteurs d’activités, notamment le transport aérien,.